# 推しが死んだ朝
『推しが死んだ朝』（おしがしんだあさ）は、古屋兎丸による日本の漫画作品。『ビッグコミックオリジナル』（小学館）にて、2024年5号から同年8号まで連載。『ビッグコミックオリジナル』の創刊50周年集中連載企画・第6弾の作品である。全ページカラーで描かれている。単行本には『日々、推す』も収録されている。

## あらすじ
23歳のゆこりんは、18歳の2.5次元俳優・金森雅哉のファンになった。その日以来、雅哉を「推す」ことが生活の潤いであり支えであり、生き甲斐になった。推し活11年目のある日、雅哉が突然引退宣言をして消えた。ゆこりんは身体の一部をもぎ取られたような喪失感を覚える。この先二度と雅哉の活躍を見ることが出来ない現実を「“金森雅哉”という俳優は死んだ」と考えることで区切りをつけて受け入れた。そして楽しかった頃の思い出だけを胸に残した。

50年の月日が流れ、84歳になった“ゆこりん”こと吉村は、老人ホームの自室に雅哉グッズを飾り、独り静かに推し活ライフを楽しんでいる。

ある日、隣の部屋の利用者・稲森に若き日の雅哉の面影が重なり「雅哉本人ではないか」とハッとする。

## 登場人物
吉村（よしむら）
本作の主人公。2年前に夫を亡くした84歳の女性。身辺整理をして川崎市の老人ホームに終の棲家を得て1年前に入居した。穏やかな日々を送っている。
23歳の時に2.5次元舞台に出演していた5歳年下の新人俳優・金森雅哉の演技に魅入られ「一生推す」と決意した。雅哉が出演する舞台は漏れなく足を運び、各種イベントにも参加。ネット配信では高額の投げ銭をして応援する、いわゆる「推し活」に情熱を注ぎこんだ。34歳の時、雅哉が俳優業引退を表明した。それは正に青天の霹靂で驚きや悲しみ、言いようのない怒りと淋しさが綯い交ぜとなり、にわかに受け入れることが出来なかった。新たな推しを見つけようとも考えたが虚しい抗いに過ぎず、寧ろ雅哉への熱い想いをはっきりと自覚するだけだった。二度と逢えない現実と向き合うために「雅哉はファンを捨てて引退したのではなく、突然死んでしまったため姿を見ることが出来なくなった」と考えることにした。しかし、計り知れない喪失感はずっと胸に空虚な穴を開けたまま、塞がることはなかった。
およそ50年が経った今、雅哉が幼少期を過ごした川崎市で余生を送ろうと老人ホームを探した。部屋の一角には一度は封印した推しグッズを飾る祭壇を設けて、イベントで撮ったツーショット写真やアクリルスタンドなどを飾っている。雅哉の過去のスケジュールも忘れず記憶しており、舞台の上演時間に合わせてDVDを再生したり誕生日などのイベントごとにお祝いをする。目下、“ソロ推し活”続行中である。
隣室に入居している稲森の顔立ちや仕草が、かつて自分が推していた雅哉と重なり「本人なのでは？」と胸が騒ぐ。稲森の胸に雅哉と同じホクロを確認して以来、色めき立つ。

稲森 了（いなもり りょう）
吉村の隣室に入居している男性。79歳。白髪をワイルドに伸ばしたチョイ悪おやじの風体。実姉も手を焼く自堕落な生活態度でいつもアルコール臭を漂わせている。施設においても協調性に欠け、職員や他の利用者に悪態をついている。

金森 雅哉（かなもり まさや）
俳優。主に2.5次元舞台を中心に活躍。初舞台は18歳の時、漫画「剣風伝説」を原作とした作品であった。その後、めきめきと頭角を現し、主要キャラを任されるまでに成長。精悍なルックスも相俟ってアイドル的な人気を得た。順風満帆な活動を続けていたが、29歳の時、突然引退。以降の消息は不明である。

## 日々、推す
『ビッグコミックオリジナル』にて、2024年21号と同年22号に「推し」短編第2弾として掲載された前後編。雨宮楓が協力としてクレジットされている。「ファッションや言葉などの細部」は監修を行い描かれている。本作も全ページカラーで執筆されている。

## 作風
編集部によると、本作は「推し活」を題材に描かれている。『推しが死んだ朝』と『日々、推す』では、老人や女子高生が異なるタッチで執筆されている。

## 制作背景

### 推しが死んだ朝
作者の古屋兎丸は数年前から漫画の執筆に対して、ミドルエイジクライシスのような疲れを感じていた。前作が打ち切られたことをきっかけに、自身で企画をしたサイン会の開催や『ライチ☆光クラブ』のアナログフルカラーの作品の執筆を行い、漫画から離れていたが、「緩やかに漫画からは引退しようかな」と考えていた。その時、『ビッグコミックオリジナル』の編集者から本作の企画の依頼があった。編集者には2.5次元俳優の推しがおり、「話し出すと止まらない強い情熱」に古屋は興味を抱いた。古屋は自身の作品が映像化や演劇化されてきた経験から俳優の人間性に触れてきていたため、「推す側と推される側の両方を知る僕だからこそ描ける漫画があるのではないか」と考え、『推しが死んだ朝』を執筆している。古屋は自身が「「死」や「老い」について意識今だからこそ描けた話」だと述べ、「従来の描き方に飽きていた」ためアナログのフルカラーで描き、背景はフリーハンドで執筆したと話している。

### 日々、推す
『推しが死んだ朝』の執筆を終えたころ、ひょんなことから出会った人物が古屋のスタッフに加わった。その人物は「若者文化に強い関心」があり、古屋は会話の中から「『推しが死んだ朝』に続く推し二部作として、メン地下を推すリアルな高校生の日常」を描きたいと考えた。メンズ地下アイドルと知り合ったことから、古屋がライブに言っていたことも、本作を描いた大きな要因である。古屋は「リアルな若い文化と『北の国から』ネタを融合させた」ところを気に入っていると話している。

## 書誌情報
- 古屋兎丸『推しが死んだ朝』小学館〈ビッグコミックススペシャル〉、2025年1月15日初版発行（1月10日発売[4]）、ISBN 978-4-09-863231-2